# Trattato di Chaumont

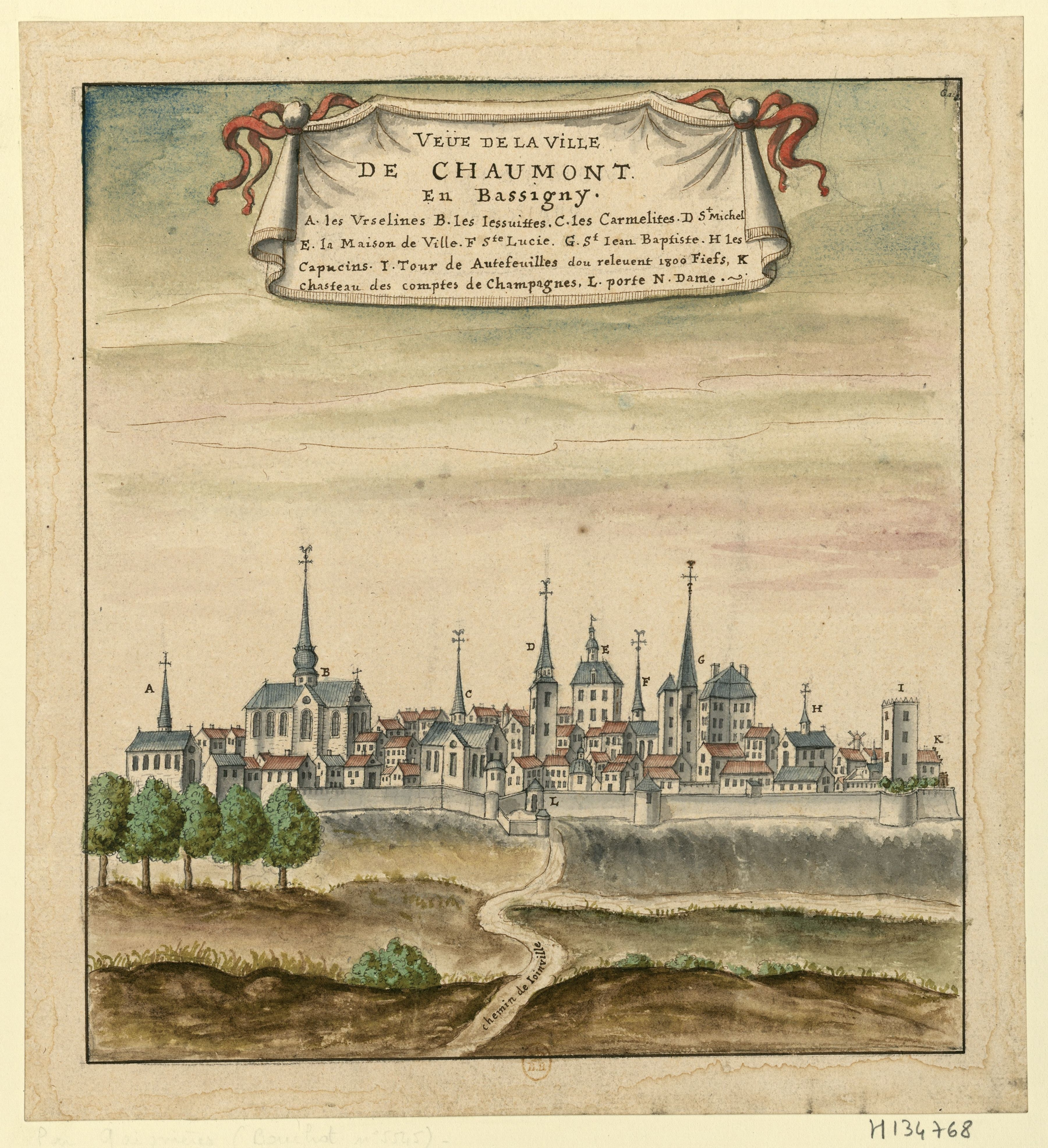
Veduta di Chaumont in un'incisione settecentesca di Louis Boudan

Il trattato di Chaumont fu un patto ventennale firmato tra Austria, Russia, Prussia e Regno Unito il 9 marzo 1814 a Chaumont in Francia, con il quale le parti firmatarie si impegnavano a non firmare alcuna pace, convenzione o trattato separato con la Francia.

## Storia
Il 17 febbraio 1814 fu offerta a Caulaincourt la cessazione delle ostilità se Napoleone avesse accettato le antiche frontiere (anciennes limites), vale a dire i confini del 1792. I negoziati, condizionati dalle alterne vicende degli eventi militari, si scontrarono con il rifiuto di Napoleone e furono interrotti dopo circa un mese senza risultati.
Il 9 marzo lord Castlereagh per l'Inghilterra, Klemens von Metternich per l'Austria, il principe di Hardenberg per la Prussia e il conte di Nessel'rode per la Russia stipularono il trattato di Chaumont (retrodatato nel suo testo definitivo e controfirmato al 1º marzo) con il quale si impegnavano a non concludere una pace separata e a mantenere fino al crollo di Napoleone una forza di almeno 150,000 uomini ciascuna. Molto importanti erano gli articoli 5-16, con quali le quattro potenze si impegnavano per vent'anni ad aiutarsi reciprocamente contro qualsiasi attacco francese.
Contestualmente il ministro degli esteri inglese Castlereagh principale artefice del trattato, forniva un aiuto di 5 milioni di sterline, prezioso soprattutto per l'Austria per far fronte alla sua difficile situazione finanziaria. Il trattato rafforzò l’unità tra le potenze della sesta coalizione e pose le basi per una duratura pace europea.